# Antonio Gamero
Antonio Gamero Aguirre (Madrid, 2 de marzo de 1934 - Madrid, 26 de julio de 2010) fue un actor español.

## Biografía
Comenzó estudios de Derecho que más tarde abandonaría y trabajó en la Compañía Telefónica. Aunque su intención inicial fue la de convertirse en director de cine, y para ello se matriculó en la Escuela Oficial de Cinematografía, terminaría encaminando su carrera hacia la interpretación, en la que ha destacado como un notable actor de reparto en una filmografía que abarca más de ciento veinte títulos. Padre de la productora Mercedes Gamero.
Debutó en el cine en la película Historia de la vida de Blancanieves (Bernardo Fernández, 1969), cuando ya contaba 35 años y buscaba otro oficio para sobrevivir.
En su trayectoria combinó su participación en cine con trasfondo social y compromiso político con comedias sin mayores pretensiones que las de divertir al público.
Trabajó a las órdenes entre otros de Manuel Gutiérrez Aragón, Eloy de la Iglesia, José María Forqué, José Luis Garci o José Luis Cuerda. Pero fue con José Luis García Sánchez con quien consiguió sus mejores representaciones, desde El Love Feroz o Cuando los hijos juegan al amor (1973) a Don Mendo Rock ¿La venganza? (2010), última película del actor.
Entre sus incursiones en televisión, se incluyen las series Plinio (1972), La huella del crimen (1984), Cosas de dos (1984), Médico de familia (1995), La banda de Pérez (1997), Hermanas (1998) y Manolito Gafotas (2004), donde dio vida al abuelo del protagonista de los libros de Elvira Lindo, papel que ya interpretó en la versión cinematográfica de 1999.
Persona de reconocido compromiso político, ingresó en el Partido Comunista de España en 1957, cuando el partido estaba aún muy lejos de salir de la clandestinidad y fue condenado a dos años de prisión por su activismo político, que pasó en la Cárcel de Carabanchel, no sin antes recibir una brutal paliza, en la cual le rompieron los tímpanos y tuvo que usar audífono el resto de su vida.
Falleció en el Hospital Gregorio Marañón de Madrid, el 26 de julio de 2010 a los 76 años, víctima de una larga enfermedad respiratoria. Fue incinerado en el Cementerio de La Almudena de Madrid al día siguiente.

## Filmografía
| - Habla, mudita (1973) - El Love Feroz o Cuando los hijos juegan al amor (1973) - País, S.A. (1975) - Furtivos (1975) - Colorín colorado (1976) - Los placeres ocultos (1977) - El perro (1977) - Asignatura pendiente (1977) - Un hombre llamado Flor de Otoño (1978) - El curso en que amamos a Kim Novak (1978) - Los Liantes (1981) - Las locuras de Parchís (1982) - ¡Que vienen los socialistas! (1982) - Cristóbal Colón, de oficio... descubridor (1982) - Buscando a Perico (1982) - El cabezota (1982) - La canción de los niños (1982) - En busca del huevo perdido (1982) - Truhanes (1983) - La Lola nos lleva al huerto (1984) - La vaquilla (1985) - La corte de Faraón (1985) - El hermano bastardo de Dios (1986) - El viaje a ninguna parte (1986) | - El bosque animado (1987) - La estanquera de Vallecas (1987) - Sufre mamón (1987) - Divinas palabras (1987) - Pasodoble (1988) - Jarrapellejos (1988) - Soldadito español (1988) - Amanece, que no es poco (1989) - El río que nos lleva (1989) - Don Juan, mi querido fantasma (1990) - Yo soy ésa (1990) - Fuera de juego (1991) - La marrana (1992) - Aquí, el que no corre...vuela (1992) - Por fin solos (1994) - Suspiros de España y Portugal (1995) - La ley de la frontera (1995) - Hasta la victoria siempre de Juan Carlos Desanzo (1997) - Manolito Gafotas (1999) - La marcha verde (2002) - El oro de Moscú (2003) - Trileros (2003) - Nacidas para sufrir (2009) - Don Mendo Rock ¿La venganza? (2010) |

## Televisión
- Plinio (1972)
- La huella del crimen (1984)
- Cosas de dos (1984)
- Farmacia de guardia (1992-1993)
- Villarriba y Villabajo (1994)
- Los ladrones van a la oficina (1993-1995)
- Médico de familia (1995)
- La banda de Pérez (1997)
- Hermanas (1998)
- Manolito Gafotas (2004)

## Premios
Medallas del Círculo de Escritores Cinematográficos
| Año  | Categoría              | Película                                        | Resultado |
| ---- | ---------------------- | ----------------------------------------------- | --------- |
| 1973 | Mejor actor secundario | El Love Feroz o Cuando los hijos juegan al amor | Ganador   |

- Premio Espiga del donostiarra bar La Espiga.